# Nhâm Dần
Nhâm Dần (chữ Hán: 壬寅) là kết hợp thứ 39 trong hệ thống đánh số Can Chi của người Á Đông. Nó được kết hợp từ thiên can Nhâm (Thủy dương) và địa chi Dần (Hổ). Trong chu kỳ của lịch Trung Quốc, nó xuất hiện trước Quý Mão và sau Tân Sửu.

## Các năm Nhâm Dần
Giữa năm 1700 và 2200, những năm sau đây là năm Nhâm Dần (lưu ý ngày được đưa ra được tính theo lịch Việt Nam, chưa được sử dụng trước năm 1967):
- 1722
- 1782
- 1842
- 1902 (8 tháng 2, 1902 – 27 tháng 1, 1903)
- 1962 (5 tháng 2, 1962 – 24 tháng 1, 1963)
- 2022 (1 tháng 2, 2022 – 21 tháng 1, 2023)
- 2082 (29 tháng 1, 2082 – 16 tháng 2, 2083)
- 2142